# Citeweb
Citeweb était un hébergeur gratuit de pages web et sites personnels fondé en 1997 comme Mygale, Multimania ou Lycos. Racheté par l'américain Fortune City, il a disparu du net en 2001.